# Іван Шаріч (шахіст)
Іван Шаріч (нар. 17 серпня 1990, Спліт) – хорватський шахіст, гросмейстер від 2008 року.

## Шахова кар'єра
Неодноразово представляв Хорватію на чемпіонатах світу i Європи серед юніорів у різних вікових категоріях, здобув дві золоті нагороди: 2007 року (Шибеник, чемпіонат Європи до 18 років), а також 2008 (Вунгтау, чемпіонат світу серед юнаків до 18 років). Триразовий чемпіон країни серед юніорів (2006, 2007 [поділив 1-е місце разом з Сашею Мартиновичем] – в категорії до 17 років, а також 2008 – до 19 років). У 2009 році здобув звання віце-чемпіона Хорватії  (2008 року), на дограванні поступився Младену Палачу, крім того 2011 року вдруге здобув звання віце-чемпіона країни в особистому заліку. У 2014 році здобув золоту медаль чемпіонату Хорватії в особистому заліку.
Гросмейстерські норми виконав у Пулі (2007, поділив 2-е місце після Роберта Зелчича, разом з в тому числі К'єтілом Лі, Томашем Петриком i Гавейном Джонсом), а також Пловдиві (2008, чемпіонат Європи в особистому заліку).
Серед інших його успіхів на міжнародних змаганнях можна відзначити:
- поділив 1-е місце в Загребі (2006, разом із Мартіном Сенффом, Алоїзієм Янковичем i Зденко Кожулом),
- поділив 2-е місце в Пулі (2006, після Душко Павасовича, разом із в тому числі Душаном Поповичем, Їржи Шточеком i Огненом Цвітаном),
- поділив 1-е місце у Великій Гориці (2006),
- 1-е місце в Рієці (2008),
- 1-е місце в Задарі (2010),
- поділив 1-е місце в Дайцизау (2013), разом із в тому числі Аркадієм Найдічем, Едуардом Роменом i Річардом Раппортом),
- поділив 1-е місце в Благоєвграді (2013, разом із в тому числі Младеном Палачем i Владіміром Петковим),
- поділив 1-е місце в Задарі (2013, разом із Боркі Предоєвичем, Робертом Зелчичем i Андрієм Сумцем),
- 1-е місце у Вейк-ан-Зеє (2014, турнір Тата Стіл–B)[3].

Неодноразово представляв Хорватію на командних змаганнях, у тому числі:
- тричі на шахових олімпіадах (2010, 2012, 2014)[4],
- тричі на командних чемпіонатах Європи (2009, 2011, 2013)[5],
- чотири рази на командних чемпіонатах Європи серед юніорів до 18 років (2003, 2006, 2007, 2008); багаторазовий медаліст, в тому числі разом з командою – бронзовий (2007)[6].

Найвищий рейтинг Ело дотепер мав станом на 1 вересня 2014 року, досягнувши 2678 пунктів посідав 62-е місце в світовій класифікації ФІДЕ, разом з тим посідав 1-е місце серед хорватських шахістів.

## Зміни рейтингу
| На цьому місці має відображатися графік чи діаграма, однак з технічних причин його відображення наразі вимкнено. Будь ласка, не видаляйте код, який викликає це повідомлення. Розробники вже працюють для того, щоби відновити штатне функціонування цього графіка або діаграми. | |
| | На цьому місці має відображатися графік чи діаграма, однак з технічних причин його відображення наразі вимкнено. Будь ласка, не видаляйте код, який викликає це повідомлення. Розробники вже працюють для того, щоби відновити штатне функціонування цього графіка або діаграми. |